# Anisostachya triticea
Anisostachya triticea är en akantusväxtart som först beskrevs av Baker, sine ref., och fick sitt nu gällande namn av Raymond Benoist. Anisostachya triticea ingår i släktet Anisostachya och familjen akantusväxter. Inga underarter finns listade i Catalogue of Life.